# Stenosi mitralica
La stenosi mitralica si definisce come la riduzione dell'orifizio valvolare mitralico del cuore, causata a volte da un processo infiammatorio che colpisce i lembi valvolari o il loro apparato di sostegno, talora invece da processi degenerativi, come la calcificazione dell'anulus legata all'età. Questo determina un ostacolo al passaggio di sangue dall'atrio sinistro al ventricolo sinistro. Può essere, sebbene in pochi casi, anche di origine congenita.

## Eziopatogenesi
La causa della stenosi mitralica era di solito reumatica in era pre-antibiotica. Gli streptococchi di gruppo A possiedono antigeni di superficie strutturalmente simili ad alcune proteine presenti nella struttura valvolare; la reazione antigene - anticorpo che ne deriva causa la formazione di numerosi piccoli noduli fibrotici sui lembi valvolari, che con il tempo vanno incontro a calcificazione e retrazione. Il processo può estendersi alle corde tendinee, che rappresentano il supporto meccanico delle valvole, provocandone il loro irrigidimento fibrotico, con conseguente arresto del movimento dei lembi valvolari, i quali, una volta calcificati, danno alla valvola l'aspetto a "bocca di pesce".
I lembi valvolari possono essere interessati da altre cause che ne modifichino la struttura e conducano all'alterazione anatomica: la stenosi congenita, le endocarditi, il LES, l'artrite reumatoide, il mixoma, la sindrome da carcinoide, sarcoidosi, malattia di Fabry, malattia di Whipple, calcificazioni degenerative dell'anulus, vasculoplastica chirurgica restrittiva, uso di metisergide.

## Sintomatologia
La conseguenza del restringimento valvolare è un aumento di pressione nell'atrio sinistro per superare la resistenza opposta dalla valvola. L'aumento pressorio con il progredire della patologia si trasmette per via retrograda a tutto il sistema circolatorio del polmone. I sintomi sono: mancanza di respiro per piccoli sforzi (dispnea da sforzo); facile affaticamento, causato da una bassa gittata cardiaca, cioè da una ridotta quantità di sangue che viene spinto dal ventricolo sinistro verso tutto l'albero arterioso. Con l'avanzare della patologia la dispnea si fa più grave e, in caso di congestione polmonare, si aggiungono ortopnea  e dispnea parossistica notturna. L'edema polmonare, cioè un passaggio di liquido dai capillari all'interno degli alveoli polmonari, per improvviso aumento della pressione nei capillari stessi, con conseguente grave sintomatologia dispnoica, può intervenire nei casi più gravi e si può associare emoftoe, ovvero sputo ematico, quando si instaura ipertensione polmonare; causa importante di complicanze e morte sono le embolie polmonari ricorrenti in caso di insufficienza del ventricolo destro. Frequente è la comparsa di fibrillazione atriale, causata dalla valvulopatia e dall'ingrandimento dell'atrio sinistro con possibile comparsa di trombi sulle pareti dell'atrio sinistro o più propriamente all'interno dell'auricola sinistra. La fibrillazione causa sintomatologia soggettiva di cardiopalmo, mentre i trombi possono staccarsi come emboli e migrare soprattutto verso il cervello e provocare un ictus.

## Diagnosi
L'obiettività cardiaca varia in rapporto alla gravità della lesione. Alla palpazione, l'itto della punta è percepito in sede normale. In sede precordiale è avvertibile un fremito diastolico, determinato dai vortici generati dal passaggio di sangue attraverso la valvola stenotica. I reperti più utili ai fini diagnostici si ottengono con l'auscultazione, e sono più facilmente udibili al focolaio mitralico e col paziente in decubito laterale sinistro. Il primo tono ha intensità accentuata e durata ridotta. La pausa sistolica è completamente libera. Il secondo tono è aumentato solo quando si sviluppa ipertensione arteriosa polmonare. In protodiastole possiamo avvertire un tono aggiunto (a 0,04—0,12 s dalla componente aortica del II tono), il cosiddetto schiocco o tono di apertura della mitrale, caratterizzato da breve durata e alta frequenza. Tanto più è grave la stenosi, tanto più lo schiocco sarà precoce. Successivamente ha inizio un soffio a bassa frequenza (rullio diastolico) che ha una durata proporzionale alla gravità della stenosi. In pazienti con ritmo sinusale, si può notare una riaccentuazione del soffio in fase presistolica (rinforzo presistolico), da attribuire alla sistole atriale. Tale reperto scompare dunque in corso di fibrillazione atriale. Tutti i reperti descritti si accentuano con l'aumentare della portata e della frequenza cardiaca. Pertanto, per avere un quadro auscultatorio più netto si può invitare il paziente a svolgere un esercizio fisico anche di lieve entità. Con l'aggravarsi della patologia, i reperti classici finora descritti possono mutare: il I tono e lo schiocco di apertura possono ridursi di intensità per via di calcificazioni diffuse che rendono ipomobili i lembi valvolari; anche il rullio diastolico può diminuire in intensità e durata, in seguito all'instaurarsi di ipertensione polmonare (in questo caso può invece comparire un click protosistolico e un soffio diastolico in decrescendo ad alta frequenza, soffio di Graham-Steel, sul focolaio polmonare, da attribuirsi alla dilatazione dell'arteria polmonare. La graduale scomparsa dei classici reperti auscultatori configura il quadro della cosiddetta "stenosi mitralica silente". In questa fase, la grave riduzione della portata cardiaca indurrà una vasocostrizione periferica con conseguente stasi venosa; per tali ragioni il paziente mostrerà giugulari turgide, pallore e cianosi dei pomelli e delle labbra ("facies mitralica").
L'elettrocardiogramma, quando il paziente è in ritmo sinusale, evidenzia un'alterazione dell'onda P molto caratteristica, tanto da definirla P mitralica; l'ecocolor Doppler è diagnostico per la malattia valvolare nel 100% dei casi. La radiografia del torace è una tecnica ormai abbandonata per la diagnosi di stenosi mitralica.

## Terapia

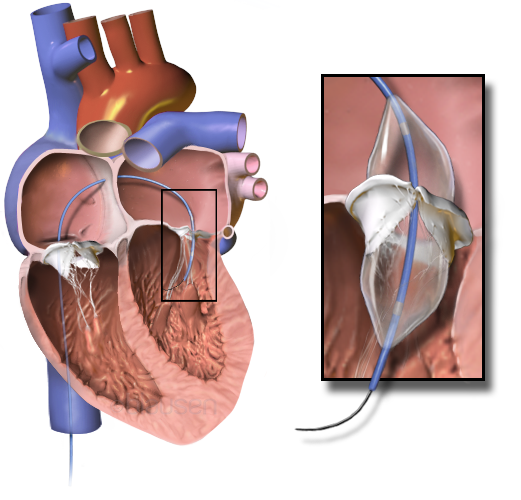
Valvuloplastica della valvola mitrale

Nessuna terapia è indicata per i pazienti asintomatici di grado 1 della classificazione NYHA (New York Heart Association)  che non abbiano fibrillazione atriale. Nel caso della presenza di dispnea, necessita ridurre il cosiddetto precarico, onde evitare l'edema polmonare. Per prevenire gli episodi di fibrillazione atriale possono essere utilizzati degli antiaritmici, ma quando l'aritmia è cronica si userà solo la digossina.
L'intervento chirurgico di valvuloplastica, di commissurotomia, di riparazione valvolare o di sostituzione valvolare si rende necessario prima che la presenza della stenosi diventi severa e, associata alla fibrillazione atriale, causi un grave declino della funzionalità cardiaca.
La commissurotomia si può effettuare soltanto qualora i lembi non siano calcifichi e sia conservato l'apparato sottovalvolare. Tramite una toracotomia anteriore-laterale sinistra, si accede al torace attraverso lo spazio di resezione della V costa. Aperto il pericardio attraverso l'auricola sinistra, si introduce nell'ostio mitralico un divulsore che, aprendosi, forza i lembi valvolari in modo da separare le commissure fuse.
Oggi tale approccio può essere sostituito dalla valvuloplastica a palloncino, procedura simile all'angioplastica.
La sostituzione valvolare mitralica prevede una toracotomia antero-laterale sinistra con escissione sotto-periostale della V costa; il paziente viene posto in circolazione extracorporea (CEC). La valvola viene sostituita con una protesi di misura congrua all'annulus naturale.
La riparazione della valvola mitralica dà risultati migliori nelle insufficienze mitraliche da prolasso e rottura di una corda tendinea (intervento per il quale rappresenta la prima scelta terapeutica). Non può essere attuata nella valvulopatia reumatica, dove la deformazione non è riparabile. L'intervento è eseguito in CEC. Può comprendere:
- accorciamento di corde tendinee allungate;
- sezione di parte di un lembo valvolare;
- trasposizione delle corde tendinee o sostituzione con corde sintetiche;
- uso di anelli contenitrici per ridurre o rimodellare l'annulus dilatato e deformato;
- anello di Carpentier.